# Parafia Najświętszej Maryi Panny Matki Kościoła w Gliwicach
Parafia Najświętszej Maryi Panny Matki Kościoła w Gliwicach – parafia metropolii katowickiej, diecezji gliwickiej, dekanatu Gliwice Kościoła katolickiego obrządku łacińskiego. Powstała w 1988.

## Ulice należące do parafii
Bekasa, Biegusa, Cyraneczki, Czajki, Czapli, Derkacza, Kormoranów, Krucza, Mewy, Olchowa, Perkoza, Pliszki, Rybitwy, Wilgi, Zimorodka, Żurawia.

## Proboszczowie parafii
- ks. Konrad Kołodziej 1988 – 1993
- ks. Bernard Mroncz 1993 – nadal